# Сельское поселение Сафоновское (Московская область)
Сельское поселение Сафоновское — упразднённое муниципальное образование (сельское поселение) в Раменском муниципальном районе Московской области России.
Административный центр — посёлок Дубовая Роща.

## География
Располагалось в северо-восточной части Раменского района. На севере граничило с городским поселением Кратово, на северо-востоке с сельским поселением Гжельским, на юге — с сельским поселением Кузнецовским, на западе — с городским поселением Раменское.

## История
Образовано 1 января 2006 года законом Московской области от 25 февраля 2005 года № 55/2005-ОЗ «О статусе и границах Раменского муниципального района и вновь образованных в его составе муниципальных образований».
4 мая 2019 года Раменский муниципальный район был упразднён, а все входившие в него городские и сельские поселения объединены в новое единое муниципальное образование — Раменский городской округ.
Глава сельского поселения — Кулигина Наталья Васильевна. Адрес администрации: 140127, Московская область, Раменский район, пос. Дубовая Роща, ул. Спортивная, строение 1а.

## Население
| 2007  | 2008  | 2009  | 2010  | 2011    | 2012    | 2013  |
| ----- | ----- | ----- | ----- | ------- | ------- | ----- |
| 7605  | ↗7640 | ↗7726 | ↗8231 | ↗8631   | →8631   | ↗8892 |
| 2014  | 2015  | 2016  | 2017  | 2018    | 2019    |       |
| ↗9141 | ↗9345 | ↗9525 | ↗9784 | ↗10 002 | ↗10 246 |       |

## Состав сельского поселения
В состав сельского поселения входят 9 населённых пунктов упразднённой административно-территориальной единицы — Сафоновского сельского округа:
- село Загорново;
- посёлки Гжелка, Дубовая Роща, санатория «Раменское», совхоза «Сафоновский»;
- деревни Литвиново, Поповка, Сафоново, Старково.